# 칠리 윌리
칠리 윌리(Chilly Willy)란 미국 유니버스 애니메이션 영화 중 하나로, 펭귄 칠리가 곰 막시하고 같이 등장하는 영화이며 1953년에 제작되어 2002년까지 방영되었다. 우디 우드페커 영화처럼 유니버셜 스튜디오에서 제작했는데, 1972년에 우디 우드페커가 방송 종료되면서 30년 간 유니버셜 스튜디오에서 유일한 만화 영화가 되었고, 사실상 우디 우드페커 애니메이션을 이양받은 영화가 되었다. 하지만, 2002년 이후에는 칠리 윌리 애니메이션도 역시 완전히 끝나면서 역사 속으로 사라지고 만다. 그래서 2002년을 끝으로 유니버셜 스튜디오에 관련된 애니메이션은 더 이상 존재하지 않게 되었다.

## 등장 인물

### 막시
막시(Maxie)는 미국 유니버스 영화의 칠리 윌리에서 등장하는 북극곰으로써, 펭귄 칠리와 절친한 친구이다. 하지만 막시의 경우는 북극곰 형태로도 나오지만, 일반 곰 형태로도 등장하기도 한다.

### 릴리
릴리(Lilly)는 바로 칠리 윌리에 등장하는 남자 펭귄 칠리의 여자친구를 말한다.

## 엑스트라
칠리 윌리는 우디 우드페커에 잠시 동안은 등장하는 인물이라서 우디 우드페커 영화에선 그리 많이 나오지는 않는 편이다.

## 기타
The Sliphorn king of polaroo 에피소드에서는 펭귄들이 많이 등장하는데 사실 여기서 등장하는 펭귄들은 정작 칠리 윌리 주인공이 등장하지는 않는다.

## 같이 보기
- 우디 우드페커